# The Rainmaker (1997)
The Rainmaker is een film uit 1997 van regisseur Francis Ford Coppola. De film is gebaseerd op de gelijknamige roman van John Grisham. De hoofdrollen worden vertolkt door Matt Damon, Jon Voight, Claire Danes en Danny DeVito.

## Verhaal
Rudy Baylor is een jonge, talentvolle maar werkloze advocaat. Op een dag gaat hij werken voor iemand die steeds de slachtoffers van een ongeval vertegenwoordigt tijdens rechtszaken. Wanneer zijn baas Bruiser voor de FBI moet onderduiken, krijgt hij zijn eerste zelfstandige zaak. Die zaak draait rond een echtpaar dat een verzekeringsmaatschappij wil aanklagen. De zoon van het echtpaar heeft leukemie, maar de verzekeringsmaatschappij bleef weigeren zijn levensnoodzakelijke operatie te betalen. Met de hulp van Deck Schifflet begint Baylor aan het proces maar al gauw ontdekt hij dat hij moet opboksen tegen de machtige advocaat Leo Drummond.

## Verschillen met het boek
- De film begint met Rudy's indiensttreding bij Bruiser en laat hiermee Rudy's ontslag en zijn vruchteloze zoektocht naar werk achterwege;
- Deck is veel agressiever en gehaaider dan in het boek en weet informatie te bemachtigen die in het boek afkomstig is van anderen;
- In de film weet Drummond enkele slagen te winnen in de rechtszaal, terwijl hij in het boek eigenlijk al vanaf het begin een verloren strijd voert met een frauduleuze klant en een nieuwe rechter en jury die tegen hem zijn. De rechter Kipler neemt bovendien in het boek duidelijk Rudy in bescherming, terwijl hij in de film neutraal is;
- In het boek maakt Drummond tijdens de eerste zitting bezwaar tegen Rudy's aanwezigheid omdat die nog niet ingezworen is. In de film neemt hij Rudy in bescherming en laat Rudy direct de eed afleggen. Dit doet hij echter duidelijk omdat hij hoopt een makkelijke zaak te hebben tegen de onervaren Rudy;
- Buddy Black lijkt in de film uit zijn alcoholische lethargie te ontwaken in het besef dat zijn zoon dood is door de schuld van Great Benefit. In het boek is daarvan geen sprake;
- In de film weet Drummond aanvankelijk het gemanipuleerde personeelshandboek van Great Benefit uit te sluiten als bewijs. In het boek wordt het handboek niet slechts toegelaten, maar krijgt Great Benefit ook direct een boete van $ 10,000 omdat het met bewijsmateriaal gerommeld heeft;
- In de film laat Rudy de mishandelde Kelly tijdelijk bij zijn huisbazin in huis verblijven. In het boek verblijft ze in een blijf-van-mijn-lijfhuis. Verder slaat Rudy in het boek Cliff, de abusieve echtgenoot van Kelly Riker, dood. In de film geeft Rudy Cliff wel een paar klappen, maar er wordt gesuggereerd dat Kelly uiteindelijk haar man, wanneer hij halfdood op de grond ligt, een genadeslag geeft.
- In de film is er verwarring over gestolen bewijs. De ergens op een tropisch eiland feestvierende Bruiser weet met de juiste rechterlijke uitspraak middels een telefonische mededeling aan Deck het proces te kantelen.

## Rolverdeling
| Acteur           | Personage                      |
| ---------------- | ------------------------------ |
| Matt Damon       | Rudy Baylor                    |
| Danny DeVito     | Deck Schifflet                 |
| Claire Danes     | Kelly Riker                    |
| Jon Voight       | Leo F. Drummond                |
| Mary Kay Place   | Dot Black                      |
| Red West         | Buddy Black                    |
| Johnny Whitworth | Donny Ray Black                |
| Mickey Rourke    | Bruiser Stone                  |
| Teresa Wright    | Colleen "Miss Birdie" Birdsong |
| Virginia Madsen  | Jackie Lemancyzk               |
| Roy Scheider     | Wilfred Keeley                 |
| Danny Glover     | Rechter Tyrone Kipler          |